# Kenneth Kellermann
Kenneth Irwin Kellerman (né le 1er juillet 1937) est un astronome américain travaillant au National Radio Astronomy Observatory,. Il reçut le prix Helen B. Warner pour l'astronomie en 1971 et la médaille Bruce en 2014.